# تغازة
تغازة أو تغارة هي مدينة قديمة في أقصى شمال مالي، اشتهرت في العصور الوسطى بمناجم الملح. كانت جزءا من ازدهار إمبراطورية سونغاي في تمبكتو وجاو.
في الفترة من 1584 إلى 1585، قام المغاربة من سلالة السعديين بنقل تاغزة إلى سلالة أسكيا التابعة لإمبراطورية سونغاي، والتي نقلت استخراج الملح إلى تودني جنوبًا.
هو مركز مهجور لاستخراج الملح الصخري يقع في سبخة الملح في المنطقة الصحراوية شمال مالي. وكان مصدرا هاما من الملح الصخري لغرب افريقيا حتى نهاية القرن ال16 عندما تم التخلي عنه واستبداله بسبخات الملح في «تودني» التي تقع على بعد 150 كيلومتر إلى الجنوب الشرقي. شكلت مناجم الملح الصخري بتغازا جزءا هاما من التجارة عبر الصحراء.